# Madras, Oregon
Madras är en stad och administrativt centrum i Jefferson County, Oregon, USA. Staden hade 6 046 invånare år 2010.